# Alan Paton
Alan Stewart Paton (Pietermaritzburg, Natal; 11 de enero de 1903-Botha's Hill, Natal; 12 de abril de 1988) fue un pedagogo, político del Partido Liberal y escritor sudafricano conocido por su activismo anti-apartheid.

## Biografía

### Primeros años
Paton nació en Pietermaritzburg, su padre era un importante funcionario. Se graduó en ciencias en la Universidad de Natal y más tarde en educación. Trabajó como profesor en la Ixopo High School, y el Maritzburg College. Mientras estaba en Ixopo conoció a Dorrie Francis Lusted, con quien se casó en 1928 y de quien enviudó en 1967, esto aparece en su obra  Kontakion for You Departed, publicada en 1969.

### Director en Diepkloof
Alan Paton fue director del reformatorio Diepkloof para jóvenes africanos negros delincuentes desde 1935 a 1949, donde introdujo reformas algo controvertidas para la época, como políticas de dormitorios abiertos, permisos de trabajo o visitas familiares. Menos del 5 % de los 10.000 jóvenes que pudieron ir a casa durante los años en que fue director traicionaron su confianza al no volver.

### Cry, the Beloved Country
Paton se presentó voluntario en la Segunda Guerra Mundial, pero fue rechazado. Una vez acabada la guerra, el educador sudafricano realizó un viaje, pagado por él mismo, para visitar instalaciones correccionales de todo el mundo. Así visitó Escandinavia, Inglaterra, la Europa continental, Canadá y Estados Unidos. En Noruega, Paton comenzó a escribir su primera novela, Cry, The Beloved Country que comprendía el transcurso de este viaje que acabó en San Francisco en 1946. Allí conoció a Aubrey y Marigold Burns, que al leer el manuscrito le encontraron un editor: Maxwell Perkins, conocido por editar a Ernest Hemingway y Thomas Wolfe. En el transcurso de la década de 1950, Paton publicó otras novelas.

### Oposición alapartheid
En 1947, cuatro meses después de la publicación de Cry, The Beloved Country, el Partido Nacional llegó al poder. Con Daniel Malan como primer ministro, comenzando así una serie de políticas que más tarde se conocerían como apartheid. En 1953, Paton fundó el Partido Liberal, que había de luchar contra estas legislaciones apartheid. Paton fue el presidente hasta su disolución, por parte del régimen apartheid, a finales de la década de 1960, oficialmente porque sus miembros eran blancos y negros. Paton era amigo de Bernard Friedman, fundador del Partido Progresista.
Varias personalidades de origen europeo (los blancos), como el mismo Paton, se posicionaron en contra de la nueva administración; por ejemplo, el compañero escritor de Paton, Laurens van der Post, que había marchado a Inglaterra durante los años 1930, ayudó al partido Liberal de varias maneras. Van der Post sabía que la policía secreta sudafricana tenía conocimiento de las transferencias que entregaba a Paton, pero no lo podían frenar mediante procedimientos legales.
En 1957, en el contexto del Juicio por traición contra 156 miembros del Congreso Nacional Africano, el Congreso Indio de Sudáfrica y el Partido Comunista de Sudáfrica (entre ellos Nelson Mandela), Alan Paton, Ambrose Reeves y Alex Hepple, crearon el Fondo de Ayuda a la Defensa en el Juicio por Traición, administrado por Mary Benson, y luego Freda Levson.
Paton adoptó medidas pacíficas para protestar contra el apartheid, así como otros muchos miembros del partido; aun así, algunos compañeros del Partido Liberal adoptaron medidas violentas, motivo por el cual el partido quedó estigmatizado. El pasaporte de Paton fue confiscado a su regreso de Nueva York, en 1960, tras presentar el Premio Libertad. Se le devolvió al cabo de diez años.
El viernes 12 de junio de 1964, antes de anunciarse el veredicto en el juicio estatal contra Nelson Mandela; Harold Hanson y Paton, en calidad de presidente del Partido Liberal; leyeron una petición de clemencia cada uno; a pesar de que el escritor sudafricano no apoyaba personalmente la violencia, manifestó que los acusados solo habían tenido dos opciones: "agachar la cabeza y someterse, o resistirse a la fuerza". Además, añadió que el tribunal tenía que mostrarse clemente puesto que, en caso contrario, el futuro de Sudáfrica se presentaba desolador.
Paton se jubiló en Botha's Hill, donde vivió hasta su muerte y recibió el honor de ser incluido en la Sala de la Libertad de la Organización Internacional Liberal.

## Principales obras
- Cry, The Beloved Country, 1948 – llevada al cine dos veces
  - Lost in the Stars 1950 – musical
- Too Late the Phalarope, 1953
- The Land and People of South Africa, 1955
- South Africa in Transition, 1956
- Debbie Go Home, 1960
- Tales from a Troubled Land, 1961
- Hofmeyr, 1964
- South African Tragedy, 1965
- Sponono, 1965 (con Krishna Shah)
- The Long View, 1967
- Instrument of Thy Peace, 1968
- Kontakion For You Departed, 1969 (también: For You Departed)
- Case History of a Pinky, 1972
- Apartheid and the Archbishop: the Life and Times of Geoffrey Clayton, Archbishop of Cape Town, 1973
- Knocking on the Door, 1975
- Towards the Mountain, 1980
- Ah, but Your Land is Beautiful, 1981
- Journey Continued: An Autobiography, 1988
- Save the Beloved Country, 1989
- The Hero of Currie Road: the complete short pieces, 2008[9]

## Curiosidades
- Los abusos de su padre fueron una de sus causas para odiar el autoritarismo. [cita requerida]
- Su primera novela se vendió por completo el día de su publicación y hasta su muerte vendió 15 millones de copias. [cita requerida]
- Fue cristiano devoto toda su vida. [cita requerida]
- Odiaba la fama por el poder, y nunca perdió la fe en la decencia, la tolerancia y la humanidad de sus compatriotas. [cita requerida]
- Murió de cáncer de garganta. [cita requerida]

## Frases memorables
- Cuando se nos provoca una herida profunda, nunca nos recuperamos hasta que no perdonamos.
- Si escribes una novela en Sudáfrica que no trata los principales problemas, no tendría que ser publicada.
- Llora, patria estimada, por el hijo nonato que es heredero de nuestro miedo. No lo dejes estimar demasiado la tierra... Por miedo a robarle todo si da demasiado.
- Renunciar a la tarea de reformar la sociedad es renunciar a la responsabilidad de un hombre libre.
- Lo único que tiene el poder totalmente es el amor, porque cuando un hombre ama, no busca el poder, y por lo tanto lo tiene todo.
- Imagino una grande, pacífica Sudáfrica, de la cual todo el mundo estará orgulloso, una nación en la cual los diversos grupos harán su propia contribución creativa.
- Dios nos perdona...,  ¿quién soy para no perdonar?

## Otras lecturas
- Anne Paton (1992) Some Sort of a Job: My Life with Alan Paton, The Penguin Group (SA) (Pty) Ltd ISBN 978-0670839698
- Holland, Roy (2008). Alan P zaton Speo eraking. Re siEdee, Escòcia, Regne Unit: Diadem Books. p. 116. ISBN 978-0-955559741-4-4.ape rrr